# 29-й бюллетень Великой армии

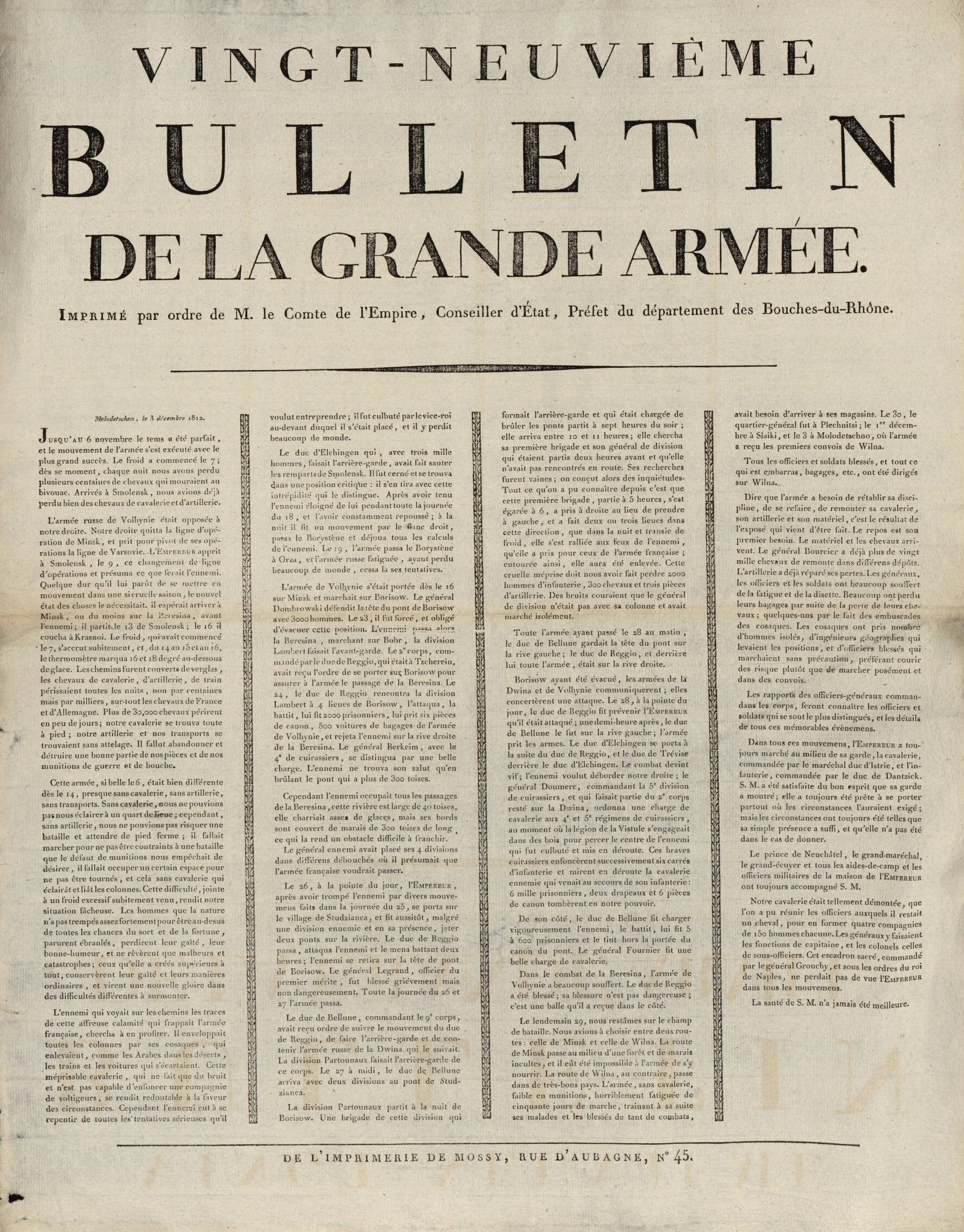
29-й бюллетень Великой армии (напечатано в Марселе, декабрь 1812 года)

29-й бюллетень Великой армии (фр. Vingt-neuvième bulletin de la Grande Armée) — последний из бюллетеней Великой армии периода её русского похода, содержавший сообщение о безуспешном завершении похода.

## Предыстория
При отступлении Великой армии из России в конце ноября 1812 года в ходе сражения на Березине французским войскам и их союзникам с трудом удалось избежать полного уничтожения. Во время остановки в белорусском городке Молодечно 3 декабря Наполеон продиктовал бюллетень для того, чтобы оправдать своё поражение в русском походе в целом и поражение на Березине в частности. Два дня спустя он покинул остатки своей армии и выехал в Париж, куда прибыл поздним вечером 18 декабря. Бюллетень был опубликован в правительственной газете «Le Moniteur universel» двумя днями раньше — 16 декабря.

## Содержание
Наполеон возложил ответственность за неудачу ранее успешно развивавшейся кампании на внезапное наступление необычных холодов. Бюллетень начинается словами «По 6-е число Ноября погода была прекрасная...». Последовавшее понижение температуры привело к гибели большинства лошадей, так что кавалерия пришла в непригодность. Из-за падежа тягловой силы пришлось бросить или уничтожить артиллерию и обоз. Таким образом, за несколько дней французская армия потеряла всякую боеспособность.
О русской армии, показавшей себя более чем равным противником (и притом находившейся в тех же погодных условиях) и её тактических успехах подробностей не приводится. Также не упоминаются собственные ошибки Наполеона, совершённые накануне и во время похода, повлиявшие на его неудачу. Напротив, в конце Наполеон использует возможность развеять слухи о своём нездоровье (или даже кончине), распространявшиеся соучастниками мятежного генерала Мале. Сообщение заканчивается известным выражением «La santé de Sa Majesté n’a jamais été meilleure» («Здравие Его Величества находится в самом лучшем состоянии»).

## Реакция
Поскольку бюллетень был первым сообщением, в котором каким-либо образом раскрывались масштабы катастрофы, постигшей Великую армию в русском походе, он произвёл шоковое действие на европейскую публику. Стало ясно, что победоносный французский император потерпел сокрушительное поражение. Лишь жалкая часть его считавшейся непобедимой армии вернулась назад, более полумиллиона солдат погибли или попали в плен.
Заключительная фраза бюллетеня была воспринята как «удивительно грубое проявление имперского самолюбования» и вызвала негодование во Франции, хотя на самом деле это было лишь привычной формулой, которой Наполеон завершал свои многочисленные письма императрице Марии-Луизе и которой он пытался развеять нежелательные последствия заговора Мале.
Вместе с тем, Наполеону удалось создать легенду, широко бытующую до сих пор на Западе, что Великая армия была побеждена лишь русской зимой.